# Erdoğan (Gürün)
Erdoğan ist ein Dorf in der Provinz Sivas im Bezirk Gürün in der Türkei.

## Geschichte
Die Bewohner des Dorfes Maraşlı (Erdoğan) kamen während des Russisch-Osmanischen Krieges 1877/78 aus der nordkaukasischen Region Naltschik und ließen sich zunächst in der Region und dann im Dorf Maraşlı nieder. Es ist das einzige tscherkessische Dorf im Landkreis Gürün.

## Geographie
Das Dorf ist von der Stadt Sivas 193 Kilometer und von der Stadt Gürün 57 Kilometer entfernt.

## Wirtschaft
Die Wirtschaft des Dorfes basiert auf Landwirtschaft und Tierhaltung.

## Information zur Infrastruktur
Im Dorf gibt es eine Grundschule und ein Trinkwassernetz. Es gibt kein Krankenhaus. Die Straße, die den Zugang zum Dorf ermöglicht, ist asphaltiert und das Dorf verfügt über Strom und Festnetztelefon.